# Virginia Slims of Chicago 1992
Virginia Slims of Chicago 1992 — жіночий тенісний турнір, що проходив на закритих кортах з килимовим покриттям UIC Pavilion у Чикаго (штат Іллінойс, Сполучені Штати Америки|США). Належав до турнірів 2-ї категорії в рамках Туру WTA 1992. Відбувсь удвадцятьперше і тривав з 10 до 16 лютого 1992 року. Друга сіяна Мартіна Навратілова здобула титул в одиночному розряді, свій третій підряд і дванадцятий загалом на цьому турнірі, й отримала 70 тис. доларів, а також 300 рейтингових очок.

## Фінальна частина

### Одиночний розряд
Мартіна Навратілова —  Яна Новотна 7–6(7–4), 4–6, 7–5
- Для Навратілової це був 1-й титул в одиночному розряді за сезон і 158-й — за кар'єру.

### Парний розряд
Мартіна Навратілова /  Пем Шрайвер —  Катріна Адамс /  Зіна Гаррісон-Джексон 6–2, 6–4